# Mesure d'impédance
 (mai 2014).
Si vous disposez d'ouvrages ou d'articles de référence ou si vous connaissez des sites web de qualité traitant du thème abordé ici, merci de compléter l'article en donnant les références utiles à sa vérifiabilité et en les liant à la section « Notes et références ».
La mesure d'impédance de l'oreille est un examen médical en otologie. On analyse la réponse acoustique du conduit auditif à un son. L'examen tire son nom de l'impédance acoustique, qui est la résistance d'un système aux variations de pression constituant les sons, variant selon la fréquence.

## Acoustique physiologique
Dans l’oreille, l’élément dominant est constitué par les facteurs de rigidité. Par habitude, lors des mesures médicales de l’audition (audiométrie), on utilise le terme inverse, l’élasticité, communément appelée compliance.
Les « impédancemètres » sont des appareils qui mettent à profit des modifications artificielles de la rigidité pour en mesurer les effets.
Leur principe peut être comparé à celui du sonar. Une sonde étanche est placée dans l’oreille et un son test  est envoyé dans le conduit auditif. Il  est partiellement réfléchi par le tympan et cette réflexion est mesurée.
Les modifications artificielles que l’on provoque pendant l’examen sont :
- des changements de pression dans l’espace clos du conduit, ce qui modifie la tension tympanique : c’est la tympanométrie. Les variations de pression vont de +200 à −600 mm d’eau. Selon que le tympan est souple ou rigide, selon que la pression d’air est ou n’est pas la même de part et d’autre du tympan, la réflexion sonore évolue différemment. On peut ainsi connaître indirectement la pression d’air dans l’oreille moyenne (et donc la qualité d’aération par la trompe d’Eustache), et la souplesse tympanique, dépendante de plusieurs types de pathologie (tels qu’épanchements qui « collent » le tympan, ou facteurs cicatriciel propres au tympan lui-même) ;
- des variations de la souplesse tympanique induites par la contraction du muscle de l’étrier sous l’effet de fortes stimulations sonores appliquées à l'une ou l’autre des oreilles (plus souvent sur l’oreille opposée). Le muscle « tire » sur la chaîne des osselets et indirectement crée des variations (très faibles mais mesurables) de  la tension tympanique : c’est l’étude du réflexe stapédien.

Les applications sont multiples car ce réflexe met en jeu un arc  qui intéresse l’oreille, le nerf auditif, les noyaux du tronc cérébral, et se connecte avec le nerf facial qui commande la contraction du muscle de l’étrier. C’est un réflexe bilatéral.
Il renseigne d’une part sur la mobilité de la chaîne du côté de la sonde d’exploration, et d’autre part sur la  faculté de perception  sonore par l’oreille soumise au son de forte intensité. Mais aussi sur la fonctionnalité de l’arc réflexe lui-même.
Quasiment toutes les formes de pathologie de l’audition bénéficient de ces tests, qu’elles soient mécaniques (maladies du tympan et de l’oreille moyenne), ou nerveuses (fonctionnement de l’oreille interne, du nerf auditif, de la boucle réflexe).